# Ачкасов Олексій Миколайович
Олексій Миколайович Ачкасов (21 вересня 1870 — після 1925) — дворянин, земський лікар, журналіст, поет, перекладач, белетрист. Працював у київських періодичних виданнях, зокрема в газеті «Киевская мысль». У 1907 році був її редактором.

## Біографічні відомості
Народився 21 вересня 1870 року в селі Троїцьке Новооскільського повіту Курської губернії. Походив із дворян Курської губернії. Середню освіту здобув спочатку у Першій Київській, Курській, а потім у Першій Харківській гімназії, де він закінчив курс із золотою медаллю у 1889 році.
Потім, після закінчення курсу на медичному факультеті Московського університету в 1894 році, служив в архіві міністерства юстиції.
З 1896 року протягом двох років перебував земським лікарем у Мценському земстві Орловської губернії, в 1899 і 1900 роках — у Новооскільському повіті Курської губернії, а з 1904 року — в Тульському повіті.
У 1899 році під псевдонімом «Павел Крот» видав у московському видавництві «Рассвет» брошуру «Психографія», де розбирав поезію з погляду психології та навіть психопатології. Також друкувався під псевдонімами: Moriturus, Дезесперанто, Кукса, Павлус Тальпа, Егрегор.
У 1902—1903 рр. друкувався у московському журналі «Сім'я», розміщуючи там переважно літературні огляди. У січневому номері «Правди» за 1904 рік помістив статтю «Матерлінк, як драматург». Переклав на російську мову «Веселу науку» Ніцше та деякі інші твори. Склав збірки «Пісні про волю», «Повіяло весною» та інші.
Всі ці збірки та переклади видані в Москві книговидавництвом Єфімова, де він працював у 1901—1905 рр. Також друкувався у виданнях: «Осколки» (1887 № 52), «Курьер» (1897 № 997), «Муравей» (1901) та «Театр и искуство» (1904).
Опісля переїхав до Києва.
Як працівник газети «Киевская заря», популярний у Києві фейлетоніст і публіцист, у 1906 році потрапив під нагляд цензури.
Після більшовицької окупації України жив у селищі Ольшани під Харковом, працював медиком.

## Твори
- Психография (1899)
- Путешествие эльфа по кровеносным сосудам человека (1903)
- Песни о воле
- Повеяло весной
- Ядовитость нашихъ съѣдобныхъ растеній. По Корневену. М. 1904.
- Отцы и дѣти за послѣднее двадцатипятилѣтіе. Сборникъ разсказовъ. М.
- Образцы изящной русской рѣчи. (Для взрослыхъ). М.

### Переклади
- Браун, Лили. Женский вопрос, его историческое развитие и его экономическая сторона / Пер. с нем. А. Ачкасова и И. Кугеля. — Москва: Изд. Д. П. Ефимова, 1902. — 431, [1] с.
- Максим Горький как писатель и человек / гр. Е. М. де Вогюэ ; перевод Ал. Ачкасова. — Москва: Издание книжного склада Д. П. Ефимова, 1902. — 82 с.
- Фридрихъ Ницше. Веселая наука. Пер. съ нѣм. М.
- Вѣра. Одна изъ многихъ. Изъ дневника дѣвушки. Перев. Изд. 2-ое. М.
- Метерлинкъ М. Собраніе сочиненій. Пер. М.